# عادت‌های ذن
عادت‌های ذن (به انگلیسی: Zen Habits) وبلاگی دربارهٔ اجرای عادت‌های ذن در زندگی روزمره متعلق به لئو بابائوتا است. این وبلاگ پیشنهادهایی برای نحوه زندگی ارائه می‌دهد و ارجاعات بسیاری دربارهٔ چگونگی پیاده‌سازی این عادت‌ها دارد و موضوعاتی از جمله ساده‌زیستی، زندگی راحت، والدین، خوشبختی، انگیزه، پرداخت بدهی‌ها، پس‌انداز، تغذیه سالم و اجرای موفقیت‌آمیز عادات خوب را پوشش می‌دهد.
مجله تایم در فوریه ۲۰۰۹ این وبلاگ را یکی از ۲۵ وبلاگ برتر سال ۲۰۰۹ معرفی کرد و در ژوئن ۲۰۱۰، آن را در بالای فهرست ۲۵ وبلاگ برتر سال ۲۰۱۰ قرار داد.